# Llanura de Kur-Araz

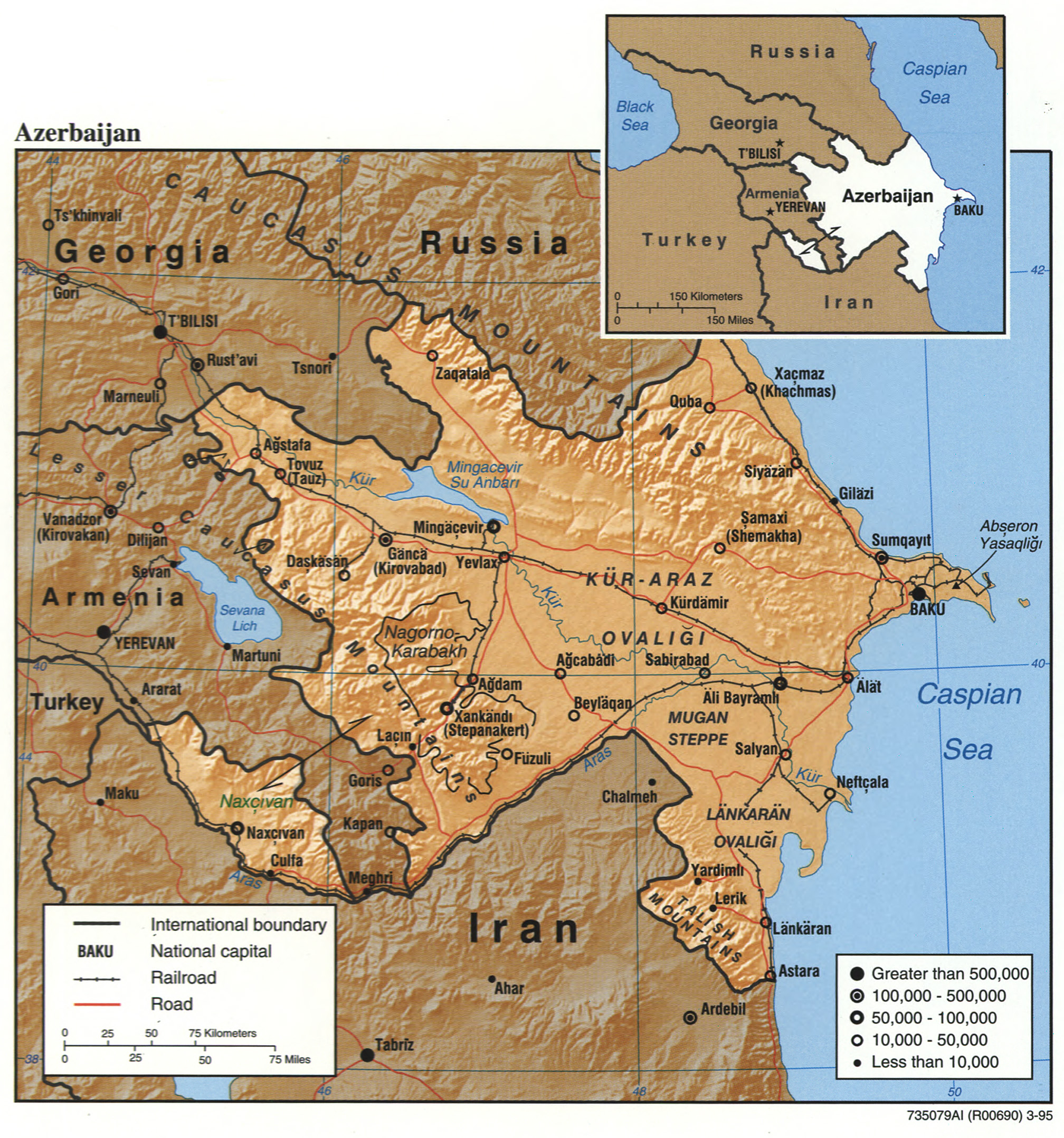
Mapa de Azerbaiyán, en el que puede verse la Kür-Araz ovalığı.

La llanura de Kur-Araz (en azerí, Kür-Araz ovalığı), también conocida como cuenca o depresión de Kura-Aras es una vasta depresión en el Azerbaiyán centro-meridional definida por los valles de los ríos Kurá y Aras. Queda al oeste de la orilla del mar Caspio y forma parte de la depresión del Caspio-Aral. Al norte su límite lo marca el Gran Cáucaso, al oeste el Pequeño Cáucaso y al sur las montañas Talysh.
Tiene una extensión en la llanura de Lenkoran, que llega a Irán en Astara.